# 名木利幸
名木 利幸（なぎ としゆき、1971年11月29日 - ）は、高知県安芸市出身の元サッカー審判員、高知県サッカー協会理事。
2017年までFIFA（国際サッカー連盟）国際副審を務めた。

## 来歴・人物
高知工業高等専門学校卒業。1996年12月に1級審判員資格を取得。以後、主にJ1で副審を務め、2007年10月6日に行われたJ1第28節・アルビレックス新潟対大宮アルディージャ戦（新潟スタジアム）で史上19人目となるJ1副審担当120試合を達成した。
また、2003年からは国際副審となり、AFCチャンピオンズリーグやAFCカップ、東アジアサッカー選手権2008などの国際大会で審判員を務めた。
2009年2月に日本サッカー協会とプロ契約を結び、相樂亨とともに、副審としては初のプロフェッショナルレフェリーとなった。2007年から高知県サッカー協会の理事・総務委員長を務めている。
2010年5月25日にロンドンのウェンブリー・スタジアムで行われた国際親善試合・イングランド対メキシコ戦で副審を務めた。名木は「サッカーを始めてから、夢にも思わなかったことが実現したと感じています。今までの人生の中で大きな出来事でした」とコメントした。同年11月13日には、東京・国立競技場で行われたAFCチャンピオンズリーグ2010決勝・城南一和対ゾブ・アハン戦、12月18日には、UAE・シェイク・ザイード・スタジアムで行われたFIFAクラブワールドカップ2010決勝・マゼンベ対インテル戦を担当した。
2013年にはアジアサッカー連盟（AFC）の年間最優秀アシスタントレフェリーを受賞。
2014年開催のFIFAワールドカップ・ブラジル大会審判団の一員に選出されている。
2017年限りで審判員を引退。2018年2月、インドネシアサッカー協会の審判ダイレクターに就任した。
2020年シーズンからJ1のリーグ戦でビデオ・アシスタント・レフェリー (VAR) が導入されるのにあたり、VAR専任の審判員（アシスタント・ビデオ・アシスタント・レフェリー）として審判登録されている。

## 副審記録
国際試合
- Aマッチ 13試合

国内試合
- J1 173試合
- J2 65試合

## 決勝担当
| 開催年月日     | 大会                                      | 対戦カード         | 対戦カード                   | 結果        | 会場                     | 担当 |
| -------------- | ----------------------------------------- | ------------------ | ---------------------------- | ----------- | ------------------------ | ---- |
| 2003年11月3日  | 2003 Jリーグヤマザキナビスコカップ        | 浦和レッズ         | 鹿島アントラーズ             | 4-0         | 国立競技場               | 副審 |
| 2006年1月9日   | 第85回全国高等学校サッカー選手権大会      | 野洲               | 鹿児島実                     | 2-1         | 国立競技場               | 副審 |
| 2006年2月25日  | ゼロックススーパーカップ 2006             | ガンバ大阪         | 浦和レッズ                   | 1-3         | 国立競技場               | 副審 |
| 2007年1月8日   | 第86回全国高等学校サッカー選手権大会      | 盛岡商             | 作陽                         | 2-1         | 国立競技場               | 副審 |
| 2008年1月1日   | 第87回天皇杯全日本サッカー選手権大会      | サンフレッチェ広島 | 鹿島アントラーズ             | 0-2         | 国立競技場               | 副審 |
| 2008年3月1日   | ゼロックススーパーカップ 2008             | 鹿島アントラーズ   | サンフレッチェ広島           | 2-2 (PK3-4) | 国立競技場               | 副審 |
| 2009年2月28日  | FUJI XEROX SUPER CUP2012                  | 鹿島アントラーズ   | ガンバ大阪                   | 3-0         | 国立競技場               | 副審 |
| 2010年1月1日   | 第89回天皇杯全日本サッカー選手権大会      | ガンバ大阪         | 名古屋グランパス             | 4-1         | 国立競技場               | 副審 |
| 2012年1月1日   | 第91回天皇杯全日本サッカー選手権大会      | 京都サンガFC       | FC東京                       | 2-4         | 国立競技場               | 副審 |
| 2012年3月3日   | FUJI XEROX SUPER CUP2012                  | 柏レイソル         | FC東京                       | 2-1         | 国立競技場               | 副審 |
| 2014年1月1日   | 第93回天皇杯全日本サッカー選手権大会      | 横浜F・マリノス    | サンフレッチェ広島           | 2-0         | 国立競技場               | 副審 |
| 2014年12月13日 | 第94回天皇杯全日本サッカー選手権大会      | ガンバ大阪         | モンテディオ山形             | 3-1         | 国立競技場               | 副審 |
| 2015年2月28日  | FUJI XEROX SUPER CUP2015                  | ガンバ大阪         | 浦和レッズ                   | 2-0         | 日産スタジアム           | 副審 |
| 2015年10月31日 | AFCカップ2015                             | イスティクロル     | ジョホール・ダルル・タクジム | 0-1         | パミールスタジアム       | 副審 |
| 2015年12月5日  | 明治安田生命2015Jリーグチャンピオンシップ | サンフレッチェ広島 | ガンバ大阪                   | 1-1         | エディオンスタジアム広島 | 副審 |
| 2016年1月1日   | 第95回天皇杯全日本サッカー選手権大会      | 浦和レッズ         | ガンバ大阪                   | 1-2         | 味の素スタジアム         | 副審 |
| 2016年10月15日 | 2016 JリーグYBCルヴァンカップ             | ガンバ大阪         | 浦和レッズ                   | 1-1 (PK4-5) | 埼玉スタジアム2002       | 副審 |
| 2016年12月4日  | 2016 J1昇格プレーオフ                     | セレッソ大阪       | ファジアーノ岡山             | 1-0         | キンチョウスタジアム     | 副審 |
| 2017年2月18日  | FUJI XEROX SUPER CUP2017                  | 鹿島アントラーズ   | 浦和レッズ                   | 3-2         | 日産スタジアム           | 副審 |
| 2017年11月4日  | 2017 JリーグYBCルヴァンカップ             | セレッソ大阪       | 川崎フロンターレ             | 2-0         | 埼玉スタジアム2002       | 副審 |

## 表彰
- 2013年 AFC年間最優秀アシスタントレフェリー（男子）[16]
- 2016年 Jリーグ最優秀副審賞[16]